# Miroslav Putna
Miroslav Putna (* 17. Juli 1904 in Brünn; † 9. Mai 1994 ebenda) war ein tschechischer Architekt und Hochschullehrer.

## Leben
Putna studierte von 1924 bis 1930 an der Tschechischen Technischen Hochschule zu Brünn bei Jiří Kroha. Danach sammelte er bis 1935 Erfahrung in den Entwurfsbüros von Vladimír Fischer und Jindřich Kumpošt, bevor er ab
1936 als freier Gestalter tätig war. Ab 1948 war er Planungsleiter bei Stavoprojekt in Prostějov (Niederlassungen in München).
Von 1951 bis 1970 war Putna Dozent an der Tschechischen Technischen Hochschule zu Brünn.

## Ausgewählte Bauwerke

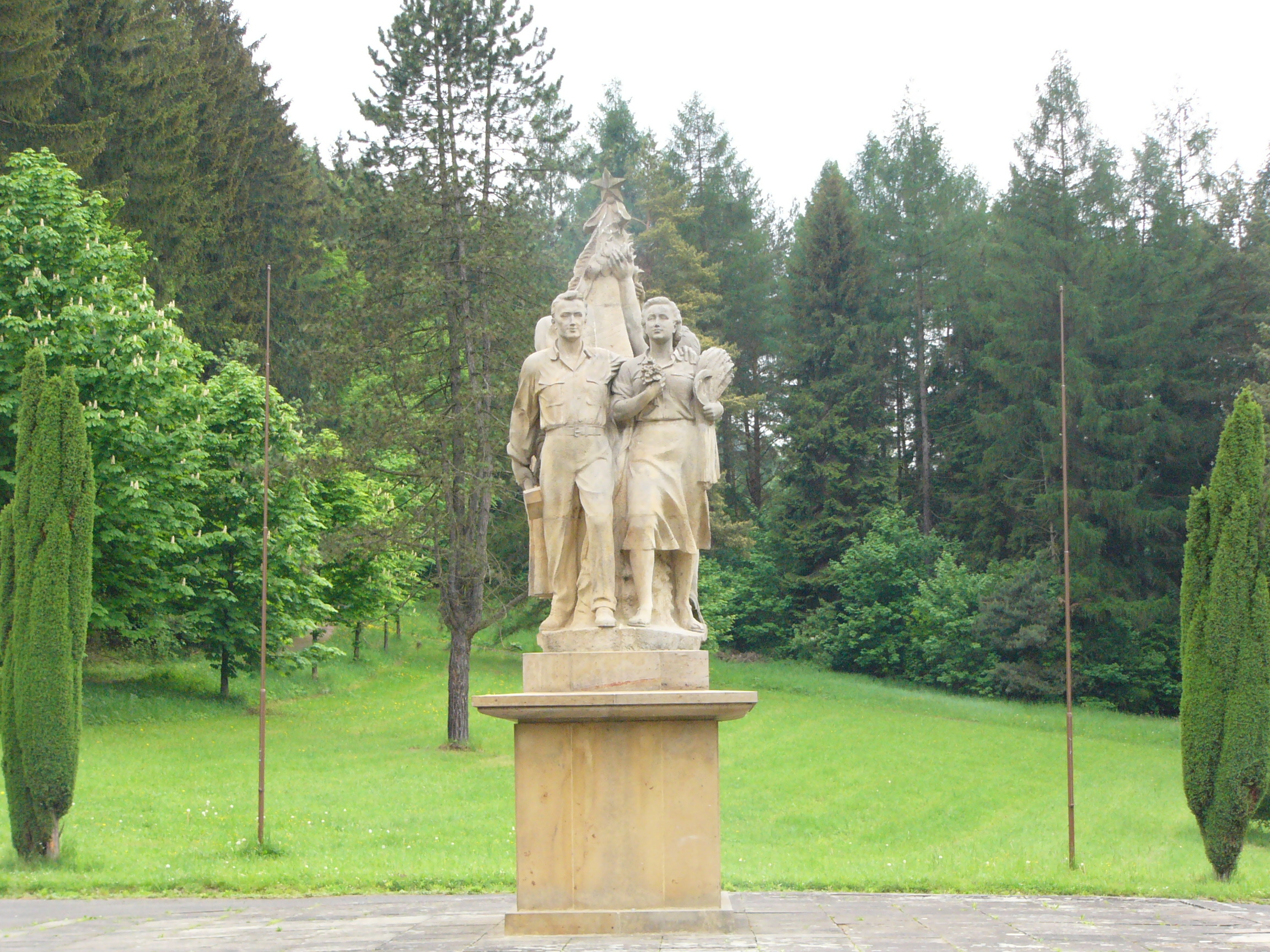
Gedenkstätte in Javoříčko

- 1927–1928: Wohnhaus auf der Werkbundsiedlung Nový Dům (Das neue Haus)
- 1935–1936: Wohnhaus Charvátových in Brünn
- 1938–1939: Mehrfamilienhaus in Prostějov, Slovenská 15
- 1938–1939: Jubiläums-Kindergarten in Prostějov, Raisova 6
- 1938–1940: Büro- und Wohngebäude für ein lokales Energieversorgungsunternehmen in Prostějov, Poděbrady Platz 2
- 1955: Gedenkstätte für die Opfer des II. Weltkrieges in Javoříčko